# Matte Painting
Matte Paintings (von englisch „matte“ = Maske, „Matte Paintings“ = Vorsatzmalerei) sind gemalte Teile von Kulissen in Filmsets, die auf Leinwand oder Glas aufgebracht wurden. Heutzutage werden fast alle Matte Paintings digital erstellt.
Schon 1907 malte Norman A. Dawn von der American Society of Cinematographers für den Film Missions of California ein Matte Painting. In Schwarz-Weiß-Filmen wie King Kong und die weiße Frau kam die Technik, die auch als „Glass shot“ bekannt ist, ebenfalls zum Einsatz. Zwischen zwei Glasscheiben, die in einem größeren Abstand parallel zueinander standen, wurde die King-Kong-Puppe, leicht bewegt, im Einzelbildverfahren aufgenommen. Vor den beiden Scheiben stand die Kamera. Auf der ersten Scheibe waren präzise gemalte Elemente, zum Beispiel Pflanzen wie Bäume und Gräser, aufgetragen. Auf der zweiten Scheibe waren dann die grob gemalten Elemente wie etwa Himmel und Wolken zu sehen.
Die Aufnahme einer Szene vor einer bemalten Leinwand, später auch einer bewegten Leinwand, erspart aufwändige Außenaufnahmen. Bis in die 1950er Jahre wurden die Zeichner der Matte Paintings nicht als solche im Nachspann erwähnt.
Heute werden Matte Paintings für die Rückprojektion (Füllbilder) und die Hintergrundbilder im digitalen Compositing einschließlich der Bluescreen-Technik verwendet. Dabei wird in der Produktion, meist auf Grundlage von Fotografien, eine Art Collage vom Matte-Painting-Künstler angefertigt und Teile der Szene digital hinzugefügt.
Beim Green- und Bluescreen-Verfahren agieren die Schauspieler im Vordergrund und die grüne respektive blaue Farbfläche im Studio wird später durch das Matte Painting ersetzt. Auch 3D-Computergrafiken werden verwendet. In Compositing-Programmen werden die verschiedene Ebenen aus gemaltem Hintergrund, Partikeleffekte (Rauch, Dunst etc.) sowie der eigentlichen Filmaufnahme zusammengefügt und in ihren Farbstimmungen, Sättigungen und sonstigen Attributen abgestimmt.

## Bedeutsame Matte-Künstler
- Willis O’Brien
- Harrison Ellenshaw
- Jack Cosgrove
- Peter Ellenshaw (Oscarpreisträger)
- Alan Maley (Oscarpreisträger)
- Ralph McQuarrie (Oscarpreisträger)
- Michael Pangrazio
- Albert Whitlock (Oscarpreisträger)
- Matthew Yuricich (Oscarpreisträger)
- Dylan Cole
- Rene Borst
- James „Jim“ Cameron[1][2]